# 五之上 (新潟市)
五之上（ごのかみ）は、新潟県新潟市西蒲区の大字。郵便番号は959-0508。

## 概要
1889年（明治22年）から現在の大字。新川右岸の低地上に位置する。
もとは江戸時代から1889年（明治22年）まであった五之上村の区域の一部。

### 隣接する町字
北から東回り順に、以下の町字と隣接する。
- 西区板井
- 南区味方
- 熊谷
- 山口新田
- 三方
- 横戸
- 卯八郎受
- 善光寺村受
- 善光寺
- 大関村古新田
- 升潟堀上新田
- 輿兵衛野新田
- 熊潟新田

## 編入した町字
五之上村受（ごのかみむらうけ）
1889年（明治22年）から（平成17年）3月21日まであった大字。新川右岸、鎧潟郷下郷の低地上に位置する。もとは江戸時代から1889年（明治22年）まであった五野上村受の区域の一部。
延享年間に開発の始まった御封印野新田の一部で、五野上村請けで開発された区域。1753年（宝暦3年）に検地を受けて成立。
2005年（平成17年）3月21日に五之上に編入。

## 歴史
開発年代は不明。はじめは幕府領だったが、1630年（寛永7年）からは長岡藩領となる。
広大な低湿水田地帯に位置したことから、明治期以降高橋家や笹川家などの大地主がいた。農民活動も盛んで、1930年（昭和5年）に五之上争議が起こる。
五之上村新田（ごのかみむらしんでん）
江戸時代から1876年（明治9年）まであった新田名。新川右岸、鎧潟郷下郷の低地上に位置する。1876年（明治9年）に五之上村の一部となる。

### 年表
- 1889年（明治22年）4月1日 : 合併により五之上村の大字となる。
- 1901年（明治34年）11月1日 : 合併により四ツ合村の大字となる。
- 1955年（昭和30年）3月31日 : 合併により潟東村の大字となる。
- 2005年（平成17年）3月21日 : 合併により新潟市の大字となるとともに、五之上村受を編入。
- 2007年（平成19年）4月1日 : 新潟市の政令指定都市移行により、西蒲区の大字となる。

## 世帯数と人口
2018年（平成30年）1月31日現在の世帯数と人口は以下の通りである。
| 大字   | 世帯数  | 人口  |
| ------ | ------- | ----- |
| 五之上 | 146世帯 | 507人 |

## 小・中学校の学区
市立小・中学校に通う場合、学区は以下の通りとなる。
| 番地 | 小学校             | 中学校             |
| ---- | ------------------ | ------------------ |
| 全域 | 新潟市立潟東小学校 | 新潟市立潟東中学校 |

## 交通

### 道路
- 新潟県道44号新潟燕線
- 新潟県道66号白根西川巻線